# Ibn Wàfid
Abu-l-Mutarrif Abd-ar-Rahman ibn Muhàmmad ibn Abd-al-Kabir ibn Yahya ibn Wàfid ibn Muhànnad al-Lakhmi (àrab: أبو المطرّف عبد الرحمن بن محمد بن عبد الكبير بن يحيى بن وافد بن مهند اللَّخْمِيّ, Abū l-Muṭarrif ʿAbd ar-Raḥmān b. Muḥammad b. ʿAbd al-Kabīr b. Yaḥyà b. Wāfid b. Muhannad al-Laẖmī), més conegut simplement com Ibn Wàfid, fou un metge andalusí nascut el 1007 segurament a Toledo; va estudiar a Còrdova i va retornar a Toledo on va morir el 1074.
Va deixar escrites set obres sobre medicina i medicaments. El Kitab fi l-adwiya al-mufrada, Llibre del medicaments simples, fou traduït al català, al llatí i a l'hebreu.